# 산타마리아라카리타
산타마리아라카리타(이탈리아어: Santa Maria la Carità)는 이탈리아 캄파니아주 나폴리현에 위치한 코무네다. 나폴리로부터 남동쪽으로 25km 거리에 있다.